# 1715 Salli
1715 Salli eller 1938 GL är en asteroid i huvudbältet som upptäcktes 9 april 1938 av den finske astronomen Heikki A. Alikoski vid Storheikkilä observatorium. Den har fått sitt namn efter upptäckarens fru.
Asteroiden har en diameter på ungefär 24 kilometer.